# Kozluca, Acıgöl
Kozluca là một xã thuộc huyện Acıgöl, tỉnh Nevşehir, Thổ Nhĩ Kỳ. Dân số thời điểm năm 2011 là 468 người.